# Clastoptera stali
Clastoptera stali är en insektsart som beskrevs av Fowler 1898. Clastoptera stali ingår i släktet Clastoptera och familjen Clastopteridae. Inga underarter finns listade i Catalogue of Life.